# Ластовецька сільська рада
Ластове́цька сільська́ ра́да — адміністративно-територіальна одиниця та орган місцевого самоврядування в Кам'янець-Подільському районі Хмельницької області. Адміністративний центр — село Ластівці.

## Загальні відомості
Ластовецька сільська рада утворена в 1923 році.
- Територія ради: 33,277 км²
- Населення ради: 1 031 особа (станом на 2001 рік)
- Територією ради протікає річка Жванчик

На території сільради функціонують; КСП ім. Кірова, КСП «Збруч», відділення зв'язку, 3 магазини, 2 ФАП, 2 ЗОШ 1-2 ступенів, щкола-сад, Будинок культури, 2 клуби, 2 бібліотеки.

## Населені пункти
Сільській раді підпорядковані населені пункти:
- с. Ластівці
- с. Збруч
- с. Ісаківці

## Історія
Утворена в січні 1918 року.
Територія була в складі Гавриловецької волості Кам'янецького повіту.
Сільраді підпорядковувалось с. Ластівці.
14 березня 1959 року сільраді підпорядковано села Збруч, Ісаківці Жванецької сільради.
Під час адміністративно-територіальних реформ відносилась до Жванецького (7 березня 1923 року — 3 грудня 1928 року), Кам'янець-Подільського (з 4 грудня 1928 року) районів.

## Склад ради
Рада складалася з 16 депутатів та голови.
- Голова ради: Настин Валерій Петрович

### Керівний склад попередніх скликань
| Прізвище, ім'я, по батькові     | Основні відомості                                                                     | Дата обрання | Дата звільнення |
| ------------------------------- | ------------------------------------------------------------------------------------- | ------------ | --------------- |
| Гайдамащук Валентина Миколаївна | Сільський голова, 1965 року народження, член Всеукраїнського об'єднання «Батьківщина» | 26.03.2006   | 31.10.2010      |
| Настин Валерій Петрович         | Сільський голова, 1964 року народження, освіта вища, безпартійний                     | 31.10.2010   |                 |

Примітка: таблиця складена за даними сайту Верховної Ради України

### Депутати
За результатами місцевих виборів 2010 року депутатами ради стали:

#### За суб'єктами висування
| Суб'єкт висування | Кількість обраних депутатів | %    |
| ----------------- | --------------------------- | ---- |
| Самовисування     | 9                           | 56,3 |
| Народна партія    | 7                           | 43,8 |

#### За округами
| № округу       | Прізвище, ім'я, по батькові      | Дата визнання обраним | Освіта             | Партійна приналежність | Відомості про обраного депутата                   |
| -------------- | -------------------------------- | --------------------- | ------------------ | ---------------------- | ------------------------------------------------- |
| Народна Партія |                                  |                       |                    |                        |                                                   |
| 1              | Мельник Григорій Петрович        | 01.11.2010            | вища               | позапартійний          | АСП, головний бухгалтер                           |
| 2              | Гайдамащук Людмила Миколаївна    | 01.11.2010            | вища               | позапартійна           | Ластовецька с/р, секретар                         |
| 3              | Шевчук Віталій Анатолійович      | 01.11.2010            | середня спеціальна | позапартійний          | ПП «Єфремова», пекар                              |
| 7              | Стефанська Людмила Володимирівна | 01.11.2010            | середня            | член Народної партії   | Територіальний центр Кам-Под. РДА, соц.. працівни |
| 10             | Яковина Ганна Андріївна          | 01.11.2010            | середня спеціальна | позапартійна           | СТ Збруч, продавець                               |
| 14             | Москалюк Павло Михайлович        | 01.11.2010            | середня            | позапартійний          | Ліквідаційна комісія с. Збрч, голова              |
| 15             | Ковальчук Лідія Павлівна         | 01.11.2010            | середня            | позапартійна           | пенсіонер                                         |
| Самовисування  |                                  |                       |                    |                        |                                                   |
| 4              | Цимбалюк Леонід Євгенович        | 01.11.2010            | середня            | позапартійний          | АПС, водій                                        |
| 5              | Цимбалюк Сергій Михайлович       | 01.11.2010            | середня            | позапартійний          | Ластовецька НВК, кочегар                          |
| 6              | Москалюк Тарас Несторович        | 01.11.2010            | середня            | позапартійний          | Континент Нафта-Трейд, оператор заправщик         |
| 8              | Никитюк Дмитро Іванович          | 01.11.2010            | середня            | позапартійний          | АПС, технік                                       |
| 9              | Єремчук Володимир Григорович     | 01.11.2010            | середня            | позапартійний          | ВАТ Укртелеком, електромонтер                     |
| 11             | Княгинець Тетяна Володимирівна   | 01.11.2010            | середня спеціальна | член Партії регіонів   | СТ Збруч, голова                                  |
| 12             | Усатий Сергій Миколайович        | 01.11.2010            | середня            | позапартійний          | приватний підприємець                             |
| 13             | Усата Рита Миколаївна            | 01.11.2010            | вища               | позапартійна           | Збручанський клуб, завклубом                      |
| 16             | Кирилюк Василь Васильович        | 01.11.2010            | середня            | позапартійний          | приватний підприємець                             |